# Nicolai Bulganin
Nicolai Alexandrovici Bulganin (în rusă Алекса́ндрович Булга́нин; n. 30 mai 1895 – d. 24 februarie 1975) a fost un politician sovietic care a ocupat funcții importante guvernamentale: ministru al apărării (1953-1955) și prim-ministru (1955-1958).

## Biografie

### Ani timpurii
Bulganin s-a născut în Nijni Novgorod în familia unui funcționar. A intrat în rândurile Partidului Bolșevic în 1917, iar în 1918 a fost recrutat în  CEKA, poliția politică a regimului bolșevic, organizație în rândurile căreia a activat până în 1922. După încheierea războiului civil, a devenit manager industrial, lucrând în administrația energiei electrice până în 1927, din 1927 până în 1931 fiind directorul cu aprovizionarea cu energie electrică a Moscovei. Între anii 1931 – 1937 a fost președintele comitetului executiv al sovietului orășenesc Moscova.
În 1934, la al XVII-lea Congres al Partidului Comunist, Bulganin a fost ales membru supleant al Comitetului Central. Fiind un stalinist loial, a avansat rapid, luând locul unora dintre cei căzuți victime ale marilor epurări din anii 1937-38. În iulie  1937, a fost numit prim-ministru al RSFS Ruse. A devenit membru deplin al CC al PCUS un an mai târziu, iar în septembrie 1938 a devenit vice-prim-ministru al Uniunii Sovietice și șef al Băncii de Stat a URSS. 

### Anii celui de-Al Doilea Război Mondial
În timpul celui de-al doilea război mondial, Bulganin a jucat un rol de frunte în guvern și în Armata Roșie, deși nu fusese niciodată un comandant de linia întâi. I-a fost oferit gradul de general colonel și a fost membru al Comitetului de Stat pentru Apărare, pentru ca în 1947 să fie avansat la gradul de mareșal. În 1944 a fost numit în funcția de adjunct al Comisarului Poporului pentru Apărare și a fost principalul agent al lui Stalin în Înaltul Comandament Sovietic. În 1946 a devenit Ministru al Forțelor Armate și membru supleant al Biroului Politic al partidului, pentru ca în 1948 să devină membru plin al Biroului Politic. Din 1947 până în 1950 a fost iarăși vice-prim-ministru. 
După moartea lui Stalin din martie 1953, Bulganin a ajuns printre conducătorii de prim rang ai URSS-ului, fiind numit ministru al apărării. A fost unul dintre aliații lui Nikita Hrușciov în lupta acestuia cu Gheorghi Malenkov, iar în februarie 1955 i-a succedat lui Malenkov în funcția de prim-ministru. El a fost văzut în general ca un sprijinitor al politicii lui Hrușciov de destalinizare. Împreună cu Hrușciov a călătorit în India, Iugoslavia și Anglia, unde au fost denumiți în presă drept "The B and K show."
Totuși, din 1957, Bulganin a început să aibă dubii asupra politicii liberale a lui Hrușciov și s-a apropiat de grupul conservator (așa-numitul "grup antipartinic") condus de Viaceslav Molotov. În iunie, când grupul conservatorilor a încercat să-l îndepărteze pe Hrușciov de la putere în timpul unei întâlniri a Biroului Politic, Bulganin a oscilat între cele două tabere aflate în luptă. Când conservatorii au fost înfrânți și au fost îndepărtați de la putere, Bulganin a mai supraviețuit o vreme, dar, în martie 1958, la o sesiune a Sovietului Suprem, Hrușciov l-a forțat să demisioneze. În septembrie, Bulganin a fost îndepărtat din Comitetul Central și i-a fost luat gradul de mareșal. A fost numit în fruntea Sovietului Economic Regional Stavropol, o funcție neînsemnată, iar în februarie 1960 a fost pensionat. 